# Ricardo Torrão
Ricardo Torrão (ur. 18 lutego 1991 w Johannesburgu) – piłkarz z Makau występujący na pozycji napastnika. Zawodnik klubu AD Ka I.

## Kariera klubowa
Torrão karierę rozpoczynał w 2007 roku w portugalskim zespole CA Pêro Pinheiro. W 2008 roku przeszedł do CD Lam Pak z Makau. W 2009 roku zdobył z nim mistrzostwo Makau. Po tym sukcesie odszedł do chińskiego Chengdu Blades z Chinese Super League. Spędził tam sezon 2009. Następnie grał w portugalskim CD Mafra, a w 2010 roku wrócił do Makau, gdzie został graczem klubu AD Ka I.

## Kariera reprezentacyjna
W reprezentacji Makau Torrão zadebiutował w 2012 roku.